# James Bridges Lackey
James Bridges Lackey ( 1893 - 1993) fue un algólogo, microbiólogo, y profesor de botánica estadounidense.

## Biografía
Nace en 1893, en la ciudad de Nueva York, y fue un brillante estudiante. Obtiene su grado de bachiller con máximos honores en botánica del Colegio Swarthmore en 1915 y su Ph.D. en botánica de la Universidad de Columbia en 1930.

## Honores

### Epónimos
- (Fabaceae) Lackeya Fortunato, L.P.Queiroz & G.P.Lewis[2]

## Algunas publicaciones
- 1929. Studies in the life histories of Euglenida ... Ed. G. Fischer
- 1939. The manipulation and counting of river plankton and changes in some organisms due to formalin preservation. Ed. U.S. G.P.O. 14 pp.
- ------------, Eugene R. Hupp. 1956. Plankton populations in Indiana's White River. Nº 120 de Technical paper. Ed. College of Engineering, University of Florida. 13 pp.
- 1961. The status of plankton determination in marine pollution analysis. Nº 140 de Leaflet (University of Florida. Engineering and Industrial Experiment Station). 11 pp.
- ------------, Elsie Wattie Lackey. 1961. The habitat and description of a new genus of sulphur bacterium. Nº 212 de Technical paper. 11 pp.
- 1968. Nutrient and pollutant response of estuarine biotas. Ed. University of Florida, College of Engineering. 11 pp.
- 1970. Present status and possible future degradation of Mecox Bay. Ed. J.B. Lackey & E.W. Lackey. 18 pp.

### Libros
- 1973. A Study of the effects of maintenance dredging in Mobile Bay, Alabama on selected biological parameters. Ed. Water and Air Research. 198 pp.
- 1968. An appraisal of the biology of Great South Bay, Long Island, New York. Junio de 1967 a enero de 1968. 52 pp.
- Earle Bernard Phelps, James Bridges Lackey. 1960. Stream sanitation [by] Earle B. Phelps with a chapter on stream microbiology by James B. Lackey. Ed. J. Wiley. 276 pp.
- 1957. Quantitative determination of organic nitrogen in water, sewage, and industrial wastes. Nº 130 de Technical paper. Ed. University of Florida. 833 pp.
- ------------, Elsie Wattie Lackey. 1957. Some visibility problems in large aquaria. Nº 87 de Leaflet. Ed. University of Florida. Engineering and Industrial Experiment Station. 273 pp.

- La abreviatura «Lackey» se emplea para indicar a James Bridges Lackey como autoridad en la descripción y clasificación científica de los vegetales.[3]